# Комунар (Брасовський район)
Комунар (рос. Коммунар) — селище у Брасовському районі Брянської області Росії. Входить до складу муніципального утворення Добриковське сільське поселення.
Населення — 58 осіб.
Розташоване за 3 км на південь від села Добрик.

## Історія
Розташоване на території Сіверщини.
Відоме з XVIII століття як хутір Теменський (Тем'янський). Ймовірно ототожнення з ще більш давнім селищем Темення, яке згадують з початку XVII століття. У 1975-2005 рр. входило до складу Краснинської сільради.

## Населення
За найновішими даними, населення — 58 осіб (2013).
У минулому чисельність мешканців була такою:
| Роки      | 1866 | 1926 | 1979 | 1989 | 2002 | 2010 |
| --------- | ---- | ---- | ---- | ---- | ---- | ---- |
| Населення | 40   | 4    | 107  | 64   | 74   | 55   |